# Parafia św. Rozalii i św. Marcina w Zagnańsku
Parafia Świętej Rozalii i Świętego Marcina – parafia rzymskokatolicka w Zagnańsku (diecezja kielecka, dekanat zagnański).
Erygowana w 1664. Mieści się przy ulicy św. Jana Pawła II. Duszpasterstwo w niej prowadzą księża diecezjalni.